# 성광초등학교
성광초등학교는 대한민국 충청남도 논산시 성동면 병촌리에 있었던 공립 초등학교이다.

## 연혁
- 1963년 11월 11일 : 성동국민학교 병촌분교 설립인가
- 1966년 4월 1일 : 성남분교장 6학급 인가
- 1967년 3월 21일 : 병촌국민학교로 승격 개교
- 1967년 5월 6일 : 성광국민학교로 교명 변경
- 1968년 2월 12일 : 제1회 졸업식
- 1972년 3월 1일 : 14학급 인가
- 1982년 4월 1일 : 병설유치원 개원
- 1982년 10월 20일 : 군지정 새마을 시범학교 발표
- 1984년 8월 16일 : 농촌형 급식학교 지정
- 1996년 3월 1일 : 성광초등학교로 교명 변경
- 2011년 3월 1일 : 성동초등학교로 통폐합

## 폐교 이후
폐교 이후, 성광초등학교 자리에는 특수학교인 성광온누리학교가 2018년에 개교하였다.